# عبد الفتاح الشعشاعي
الشيخ عبد الفتاح الشعشاعي (21 مارس 1890 - 11 نوفمبر 1962) قارئ قرآن مصري ويعد أحد أعلام هذا المجال البارزين، من مواليد قرية شعشاع بمحافظة المنوفية.

## مولده و نشأته
ولد الشيخ عبد الفتاح محمود الشعشاعي في قرية شعشاع بالمنوفية فِي 21 مارس عام 1890 م، ووالده هو الشيخ محمود إبراهيم الشعشاعي، و قد سميت القرية باسم جده شعشاع، حفظ القرآن الكريم على يد والده الشيخ محمود الشعشاعي في 10 سنوات، فأتم حفظ القرآن في عام 1900 م.
سافر الشيخ الشعشاعي بعد ذلك إلى طنطا لطلب العلم من المسجد الأحمدي، وتعلم التجويد وأصول المد بالطريقة العادية، ولتفوق الشيخ وتميزه بصوت عذب فقد نصحه المشايخ بالسفر إلى القاهرة والالتحاق بالأزهر الشريف، فالتحق بالأزهر ودرس هناك القراءات على يد الشيخ بيومي والشيخ على سبيع، كان ذلك عام 1914 م، وسكن بحي الدرب الأحمر، وبدأ صيته يذيع في القاهرة بين أساطير دولة التلاوة أمثال على محمود ومحمد رفعت.
عاد الشيخ إلى قريته وبين جوانحه إصرار عنيد على العودة إلى القاهرة مرة أخرى ليشق طريقه في زحام عباقرة التلاوة، وعندما بدأ الشيخ رحلته إلى العاصمة كان أكثر المتفائلين يشك أن الشيخ الشاب سينجح حتى في كسب عيشه.

## حياته

### شهرته
ترجع بداية شهرة الشيخ عبد الفتاح الشعشاعي و ذيوع صيته الحقيقي إلى ذلك المساء البعيد في الليلة الختامية لمولد الحسين بن علي (رضي الله عنه) عندما دخل ليقرأ مع أعظم وأنبغ المقرئين في بداية القرن العشرين أمثال الشيخ محمد رفعت والشيخ أحمد ندا والشيخ علي محمود والشيخ العيسوي والشيخ محمد جاد الله، ومنذ تلك الليلة انطلق صوته إلى العالم الإسلامي وأصبح له مكان في القمة وأصبح له مريدون وتلاميذ ومنهم الشيخ محمود علي البنا والشيخ أبوالعينين شعيشع وغيرهما كثير.

### صوته و آداؤه
تميز الشيخ الشعشاعي بالصوت الندى، والتجويد والترتيل الذي يأخذك إلى عالم من الخشوع والتدبر في آيات الله وملكوته، حتى أن البعض وصفه بأنه عمدة فن التلاوة في عصر الرعيل الأول للقراء في مصر والعالم العربي.

### رأي الشعشاعي فِي قراء جيله
كان للشيخ طريقته الخاصة للأداء، وكانت متميزة عن باقي القراء، و مع هذا فقد كان يستمع إلى أصوات الشيخ محمد رفعت، وعلي محمود، وكان يصفهما بأنهما أساتذة وعمالقة لا يتكررون ويَعتبر أنهما أصحاب مدارس خاصة في قراءة القرآن. 

### الشعشاعي والتواشيح الدينية
كَوَّن الشعشاعي فرقة للتواشيح الدينية وكان في بطانته الشيخ زكريا أحمد والذي ذاع صيته فيما بعد، وسرعان ما بدأ الشيخ عبد الفتاح الشعشاعي يتألق ويلمع وأصبح له عشاق بالألوف ولكن فرقة التواشيح لم تكن ترضي طموح الشيخ الشعشاعي فغامر وألقى بنفسه في البحر الذي يتصارع فيه العمالقة في التلاوة، فقرأ في مأتم سعد زغلول باشا، وعدلى يكن باشا، وثروت باشا، فأصبح الشعشاعي الذي نعرفه الآن.
و منذ عام 1930 م تفرغ الشيخ الشعشاعي لتلاوة القرآن الكريم وترك التواشيح إلى غير رجعة، ومع ذلك لم ينسَ رفاقه في الدرب فقرر تخصيص رواتب شهرية لهم حتى وفاتهم.

### التحاقه بالإذاعة المصرية
التحق الشيخ عبد الفتاح الشعشاعي بـ الإذاعة المصرية عند افتتاحها، فكان ثاني قارئ يقرأ بها فِي عام 1934 م، بعد الشيخ محمد رفعت، وعلى الرغم من أنه قد رفض الالتحاق بالإذاعة فِي بادئ الأمر إلا أنه تراجع عن ذلك القرار بعد فتوى شيخ الأزهر الظواهري وقبول الشيخ رفعت لعرض الإذاعة، وكان يتقاضى راتبًا سنويًّا قدره 500 جنيه مصري.

### رحلاته خارج مصر
حج الشيخ الشعشاعى بيت الله الحرام، وقرأ القرآن فيه على مسامع عشرات الآلاف من الحجاج، و يعتبر الشيخ الشعشاعي أول من تلا القرآن الكريم بمكبرات الصوت في مكة والمسجد النبوي ووقفة عرفات من عام 1948 م.
وسافر كذلك إلى العراق عام 1954 م، ثم سافر إليها أكثر من مرة بعد ذلك منها عام 1958 م وعام 1961 م.

### المساجد التي قرأ بها
عُين الشيخ الشعشاعي قارئاً لـ مسجد السيدة نفيسة، ثم مسجد السيدة زينب عام 1939 م.

### أوسمته
حاز الشعشاعي علي العديد من الأوسمة من وزارة الأوقاف، وفي عام 1990 م منح الرئيس الأسبق حسني مبارك اسم الشيخ الشعشاعي وسام العلوم والفنون من الطبقة الأولى تقديراً لدوره في مجال تلاوة القرآن.

### وفاته
توفي القارئ الشيخ عبد الفتاح الشعشاعي في 11 نوفمبر عام 1962م عن عمر يناهز 72 عامًا قضاها في خدمة القرآن الكريم، وكانت حياته حافلة بالعطاء، وخلف وراءه تراثًا قيمًا سيظل خالدًا خلود القرآن، ومكتبة صوتية للقرآن الكريم تضم أكثر من ( 400 ) تسجيلا موجودة بالإذاعة المصرية، وترك ابنه إبراهيم الشعشاعي على دربه فتألق وجابت شهرته الآفاق.